# 延辺ラジオテレビジョン放送局
延辺ラジオテレビジョン放送局（エンペンラジオテレビジョンほうそうきょく、中: 延边广播电视台、朝鮮語: 연변라지오텔레비죤방송국 / 延邊라지오텔레비죤放送局 Yŏnbyŏn Lajio Tellebijyon Pangsong-gug）は中華人民共和国吉林省延吉市にあるテレビ・ラジオを担当する公共機関である。2014年に延辺人民放送局と延辺テレビ局（延辺電視台）が合併して設立した。この局の前身が、中国の放送で初めて、少数民族言語での放送を開始した。朝鮮語、中国語の2言語が使用されている。

## 歴史

### ラジオ放送（初期の歴史）
（この節の出典：）
- 1938年4月1日：延辺のラジオ局の前身である「延吉放送局」が日本人によって日本語ラジオ局が開局。1945年8月15日、日本が第二次世界大戦で降伏したのち、ソ連軍に接収された。
- 1946年6月：中国共産党吉林省委員会が延吉占領後、延吉放送局は局名を「延吉新華ラジオ放送（中: 延吉新华广播电台）」に変えた。同年7月1日に延吉新華ラジオ放送は正式に放送を開始した。放送開始当初は主に中国語で放送され、朝鮮語での放送は1日50分間のみであった。この延吉新華ラジオ放送が中国史上初の朝鮮語放送である。
- 1948年10月：長春解放後、中国共産党吉林省委員会は長春に場所を移し、延吉新華ラジオ放送は中国共産党延辺州委員会に引き継がれた。同年11月1日、朝鮮語放送を開始した。
- 1949年5月：延吉新華ラジオ局は「延吉人民放送局（中: 延吉人民广播电台）」に改名、1951年4月には「延辺人民放送局（中: 延边人民广播电台）」に改名した。

### テレビ放送
（この節の出典：）
- 1977年12月31日：テレビ放送開局
- 1981年8月15日：カラーテレビ番組開始
- 1993年9月3日：ケーブルテレビ放送開始
- 2006年8月10日：延辺テレビジョン衛星放送開局

### ラジオテレビジョン放送
- 2014年：延辺人民放送局（延边人民广播电台）と延边テレビ放送局（延边电视台）が合併し現在の局名に変更[1]

## 放送体系
- 朝鮮語の番組と中国語の番組がある。1日18時間。朝鮮語と中国語の放送比重は40%：60%

## 番組

### 朝鮮語番組
- ニュース番組は「延辺ニュース（朝鮮語: 연변뉴스）」。
- 娯楽番組では、朝鮮語ニュース綜合放送は音楽番組などが、文芸生活放送は生活に関する番組が中心である。
- ウェブサイトでは、ラジオ放送を可視化した「見えるラジオ（朝: 보이는 라지오、中: 可视广播）」のライブ配信を行っている。

### 中国語番組
- ニュース番組は「延辺ニュース（中国語: 延边新闻）」。

## チャンネル

### ラジオ放送
- 朝鮮語ニュース綜合放送（朝鲜语新闻综合广播）

1206kHzは、夜間に日本の広範囲で受信可能である。日本時間21:00 - 22:00に、中央人民広播電台の民族の声で放送を中継している。
|          | 開始時間 | 終了時間 | 周波数     | 出力  |
| -------- | -------- | -------- | ---------- | ----- |
| 中波放送 | 0630     | 2405     | 1206kHz 他 | 200kW |
| FM放送   | 0630     | 2405     | 94.9MHz 他 | 1kW   |

※時間表記はJST（日本標準時）
- 中国語ニュース綜合放送（汉语新闻综合广播）

|          | 周波数          | 出力      |
| -------- | --------------- | --------- |
| 中波放送 | 1053KHz 1566KHz | 20kW 25kW |
| FM放送   | 98.3MHz         | 1kW       |

※1566kHzは、同周波数の「FEBC済州」へのジャミングのために故意に設定されたものである。
※時間表記はJST（日本標準時）。
- 朝鮮語文芸生活放送（生活文艺广播）

|        | 開始時間 | 終了時間 | 周波数   |
| ------ | -------- | -------- | -------- |
| FM放送 | 0600     | 0100     | 102.3MHz |

※時間表記はJST（日本標準時）
- 中国語交通文芸放送（交通文艺广播）

FM105.9MHz。
- 中国語旅行放送（旅游广播）

FM104.6kHz。

### テレビジョン放送
- YBTV-1（朝鮮語）（朝语综合频道）
- YBTV-2（中国語）（汉语综合频道）
- 延辺衛星テレビ（延边卫视）